# Handbuch der Literaturwissenschaft
Das Handbuch der Literaturwissenschaft ist ein von Oskar Walzel herausgegebenes Übersichtswerk der Literaturwissenschaft. Es erschien in über 20 Bänden, davon einige Doppelbände in Berlin-Neubabelsberg bei der Akademischen Verlagsgesellschaft Athenaion 1923–1938.  Die Bände sind mit zahlreichen montierten Farb- und Schwarzweißtafeln, Faksimiles und Faltafeln versehen. Zahlreiche namhafte Fachgelehrte haben an dem Werk mitgewirkt. Von 1972 bis 2008  erschien im selben Verlag, fortgesetzt im Aula-Verlag Wiesbaden, das von Klaus von See und anderen herausgegebene Neue Handbuch der Literaturwissenschaft in 25 Bänden.

## Übersicht
- Oskar Walzel: Gehalt und Gestalt.
- Bernhard Fehr: Engl. Literatur des 19.–20. Jahrhunderts.
- Erich Bethe: Griechische Dichtung.
- Heusler: Die altgermanische Dichtung.
- Klemperer: Die romanischen Literaturen von der Renaissance bis zur Französischen Revolution.
- Julius Schwietering: Deutsche Dichtung des Mittelalters.
- Müller: Deutsche Dichtung von der Renaissance bis zum Ausgang des Barock.
- Walzel: Deutsche Dichtung von Gottsched bis zur Gegenwart I.
- Walzel: Deutsche Dichtung von Gottsched bis zur Gegenwart II.
- Max Pieper: Die ägyptische Literatur – Bruno Meissner: Die babylonisch-assyrische Literatur. Doppelband.
- Keller/Fehr: Die englische Literatur von der Renaissance bis zur Aufklärung – Fischer: Die englische Literatur der Vereinigten Staaten von Nordamerika. Doppelband.
- Helmuth von Glasenapp: Die Literaturen Indiens. Von ihren Anfängen bis zur Gegenwart (= Kröners Taschenausgabe. Band 318). Kröner, Stuttgart 1961, DNB 363784993.
- Leonardo Olschki: Die romanischen Literaturen des Mittelalters.
- Richard Wilhelm: Chinesische Literatur. – Wilhelm Gundert: Japanische Literatur. Doppelband.
- Sakulin: Russische Literatur. – Kleiner: Polnische Literatur. Doppelband.
- Hecht: Die englische Literatur des Mittelalters.
- Hempel: Althebräische Literatur und ihr hellenistisch-jüdisches Nachleben.
- Borelius: Nordische Literaturen.
- Novak: Tschechische Literatur. – Gesemann: Serbo-kroatische Literatur.
- Kappelmacher/Schuster: Literatur der Römer bis zur Karolingerzeit.
- Heiss/Schürr u. a.: Die romanischen Literaturen des 19. und 20. Jahrhunderts I.
- Heiss/Schürr u. a.: Die romanischen Literaturen des 19. und 20. Jahrhunderts Band II. Erster Teil: Französische Literatur von 1850 bis zur Gegenwart. Zweiter Teil: Die italienische und spanische Literatur von 1870 bis zur Gegenwart. Die rumänische Literatur.